# Saint-Maximin-la-Sainte-Baume
Saint-Maximin-la-Sainte-Baume (tiếng Occitan: Sant Maissemin de la Santa Bauma) là một xã thuộc tỉnh Var trong vùng Provence-Alpes-Côte d’Azur miền đông nam nước Pháp.